# Sinagoga Beit Yehuda
La Sinagoga Beit Yehuda, también conocida como Sinagoga Assayag, es una antigua congregación judía y sinagoga, situada en la ciudad de Tánger, que data de 1890. Su última utilización para servicios religiosos se remonta a la década de 1950 y, desde 2022, es un museo judío.

## Historia y usos
A diferencia de otras ciudades marroquíes, Tánger no tenía un barrio judío amurallado o mellah. Aun así, sus sinagogas se concentraban en un barrio en el lado suroeste de la medina, conocido como Beni Idder, por la familia que inició su desarrollo.  
La sinagoga Beit Yehuda fue fundada en 1890, al norte de Beni Idder, al otro lado de la calle Siaghin. Permaneció en servicio hasta finales de la década de 1950, y luego estuvo abandonada durante unas seis décadas.
La reapertura de la antigua sinagoga como museo fue una de las iniciativas culturales lanzadas por el Gobierno marroquí a raíz del acuerdo de normalización entre Israel y Marruecos de diciembre de 2020. La renovación estuvo a cargo de la arquitecta Malika Laâroussi y la creación del museo a cargo de la museógrafa Isabelle Timsit. Fue inaugurado el 19 de agosto de 2022.